# Ника са Самотраке
Ника са Самотраке (Крилата победа) мермерна је скулптура из хеленистичког периода. Скулптура представља богињу Нику (богињу победе). Настала је око 2. века пре нове ере. Од 1884. године постављена у музеју Лувр у Француској као једна од најпознатијих скулптура на свету. Х. В. Џенсон је описао као “највеће ремек дело хеленизма” и то је један од ретких примерака скулптура из хеленистичког времена које су опстале у оригиналу, а не као римска копија. 

## Опис
Контекст у којем настаје Ника са Самотраке, која је откривена 1863. године, различито се тумачи, и претпоставља се да се везује за дешавања битке код Саламине (306 године п. н. е.) или битке код Акцијума (31. године п. н. е.). На основу стилске процене датуми настанка скулптуре су доста променљиви. Током већег дела 20. века преовлађује теорија, на основу дела Хермана Тирша и Карла Лемана, на основу које се сматрало се да је извајао скулптор са Родоса. Међутим, у последњих неколико година, реконструкцијом скулптуре Леманове претпоставке су се показале нетачним (остаци околног простора у којој је била смештена скулптура припадају римском периоду), па питање зашто је статуа била посвећена Самотраки која је у то време била македонски посед, остаје неразрешено.
Статуа је висока 244 cm. Није настала само у част богиње Нике него и у част морским биткама. Преноси смисао акције и тријумфа, а сматра се да се богиња приказује како силази са неба до победничке флоте. Сматра се да је остала без руку и да јој никада нису срасле. Рад је познат по својој убедљивој пози, у којој се насилно кретање и тишина сусрећу. Такође је упечатљив по свом грациозном држању и хаљини коју запљускују таласи у току велике буре. Нике од Самотраке се гледа као икона у смислу победничког духа и долази лицем у лице са човеком.
Раширено десно крило статуе је симетрично левом крилу. Као и руке, ни глава никад није пронађена али су у међувремену пронађени разни други делови. Претпоставља се да је рука склизнула на оригиналном месту где је била. Доктор Филис Вилијамс Леман индентификовао је њен домали прст са њеним палцем и сада се налази у Музеју историје уметности у Бечу. Остаци се налазе са руком која се налази у стакленој витрини у Лувру поред подијума на ком се налази Никаса Самотраке. 
Делимични натпис на дну статуе садржи реч “Rhodian”, што показује да је статуа наручена поводом прославе због поморске победе коју је Родос остварио.

## Историја
Скулптор је непознат, иако Пол МакКедрик тврди да је скулптор Питокрит. Верује се да је Нику са Самотраке подигао македонски генерал Деметрије I Полиоцетес након поморске победе на Кипру. Археолошки музеј наставља да прати порекло скулптуре. Научници тврде да керамика датира из 200. до 250. године пре нове ере. Најближе оваквом уметничком делу су личности са македноских кованица. Такође скулптуру повезују са битком Цос (255. године п. н. е.) У којој је победила флота Македоније (Антигон II Гоната) а борили су се против Египта (Птоломеј II Египатски). 
У априлу 1863. године скулптуру је открио француски конзул и аматерски археолог Шарл Шампоазо и послали је у Француску. Статуа је постављена по фазама свог открића. У јесен 1939. године склоњена је са свог места у Паризу на сигурно због рата. Сви музеји у Паризу су били затворени 25. августа. Статуа је смештена у дворцу Валенсе заједно са Милоском Венером и Микеланђеловим робовима. 

### Рестаурација (2013—2014)
Године 2013. рестаурација је знатно побољшала изглед скулптуре. Ово је био први детаљан преглед појединих делова. Рестаурација има циљ да освежи мермер који се временом оштетио. Приликом обнове коришћене су УВ, рендгенска и спектроскопска техника. Овај напорни процес је имао циљ да поштује оригиналну текстуру. По завршетку обнове, статуа је сједињена са остатком своје базе и враћена на претходну позицију и налази се у Лувру.

## Утицај
Ника са Самотраке се сматра једном од највећих преживелих ремек дела из хеленистичког периода а такође и из целог грчко-римског доба. Статуа показује владајућу форму покрета којим је импресионирала критичаре и уметнике од његовог открића. Од краја 19. Века била је постављена на драматичан начин на Дару (Daru) степеништа. Губитак главе сматра се да побољшава статуу, описује нешто натприродно. Историчар уметности Х. В Јансон је истакао да за разлику од ранијих грчких и источних скулптура ова скулптура ствара имагинарни простор око себе. Ветар који вијори њену хаљину и она која се бори да одржи своју стабилност и према предању да је стајала на прамцу брода је незамисливо за гледаоце. Ветар и море се објашњава као метафора борбе, судбине или милости које се дешавају богињи. Ника са Самотраке је убрзо постала култно дело коју уметници тумаче на различите начине.

## Кампања за повратак
Народ Грчке је хтео да им се поврати њихово највеће ремек дело. Мештани позивају политичаре да интервенишу и да захтевају да се измести из Лувра где се статуа чува. Желе да се статуа налази у свом природном окружењу.

## Галерије
- Статуа пре рестаурације